# Idiodes andravahana
Idiodes andravahana är en fjärilsart som beskrevs av Pierre E.L. Viette 1968. Idiodes andravahana ingår i släktet Idiodes och familjen mätare. Inga underarter finns listade i Catalogue of Life.